# Dorcadion laevepunctatum
Dorcadion laevepunctatum là một loài bọ cánh cứng trong họ Cerambycidae.